# 3242 Bakhchisaraj
3242 Bakhchisaraj (1979 SG9) là một tiểu hành tinh vành đai chính được phát hiện ngày 22 tháng 9 năm 1979 bởi Chernykh, N. ở Nauchnyj.